# Baberholmen
Baberholmen est une île norvégienne du comté de Hordaland appartenant administrativement à Austevoll.

## Description
Rocheuse et désertique, elle s'étend sur environ 124 m de longueur pour une largeur approximative de 56 m. 